# Conns syndrom
Conns syndrom (også kendt som primær hyperaldosteronisme) er en sjælden sygdom som skyldes overproduktion af hormonet aldosteron fra binyrerne. Årsagen er en aldosteron-udskillende godartet svulst af typen adenom i binyrerne. Lidelsen er opkaldt efter Jerome W. Conn, som først beskrev lidelsen på Universitetet i Michigan i 1955.

## Epidemiologi
Patienter er typisk mellem 30 og 50 år, lidt flere kvinder end mænd. Ganske få tilfælde i Danmark om året.

## Symptomer
Ofte symptomfrit i tidlige stadier senere hovedpine, følelsesløshed eller følelsesforstyrrelser i ben, fødder eller hænder og hoved, muskelsvaghed, uregelmæssig hjerterytme, ubehag i benene, manglende energi. Måske også forstærket tørst, drikker meget og tisser meget. Conn's syndrom er vandrivende og specielt om natten, hvilket gør det svært at få sammenhængende søvn.

## Kliniske tegn
Patienter med Conns syndrom har forhøjet blodtryk, ofte stærkt forhøjet, og for lavt kaliumindhold i blodet (ofte under 3 mmol/l), og til tider forhøjet natrium i blodet.
Renin er meget lavt – ofte umåleligt.
Typisk er det diastoliske blodtryk over 100-110.
Blodtrykket påvirkes ikke af kostomlægninger, motion og andre livstilsomlægninger.
ACE-hæmmere virker ikke blodtrykssænkende på Conns patienter.

## Diagnose
Diagnosen stilles dels ved at udelukke andre årsager til forhøjet blodtryk, såsom forsnævring af nyrearterie. Dette undersøges ved radiologisk undersøgelse af nyrene med kontrastvæske.
Ydermere skal årsager til ubalancer i salt- og væskebalancen udelukkes.
Ved Conns syndrom er indholdet af det blodtryksregulerende hormon renin i blodet meget lavt, og aldosteron niveauet højt.
Aldosteronniveauet ændrer sig ikke ved behandling med Captopril (en ACE-hæmmer), hvilket skyldes en ureguleret produktion af hormonet i binyrebarken, som ikke er under hypofysens/angiotensinsystemets kontrol.
CT- eller MR-scan af bughulen viser tilstedeværelse af rund struktur i ene eller begge binyrer (benignt funktionelt adenom).
Forekomst af godartede svulster i binyrene er ikke ualmindeligt hos raske (5-8% angives i visse publikationer), og fund af en svulst ved CT/MR er således ikke i sig selv nok til at stille diagnosen Conns sygdom.
Afgørende diagnose kan stilles ved opsamling af blod fra den berørte binyres vene, som fører blodet væk fra binyren. Hvis svulsten producerer aldosteron, vil blodprøven herfra vise højere koncentration af aldosteron end i andet veneblod fra patienten.

## Behandling
Spironolacton hæmmer virkningen af aldosteron og vil normalisere salt-ubalancer og blodtryk.
Spironolacton er en ikke specifik aldosteron antagonist, som har en række andre østrogenlignende virkninger i organismen: ubehagelige bivirkninger som impotens, gynecomasti (bryst-vækst hos mænd) mm.
Eplerenon (Inspra) er en specifik aldosteronantagonist, med samme normaliserende effekt på blodtryk og saltbalance, men uden de bivirkninger, som ses ved spironolactonbehandling.
Hvis der findes en aldosteronproducerende svulst i den ene binyre, fjernes hele binyren ved en kikkertoperation (adrenalectomi), og patienten vil som regel være kureret. Dog kan der opstå følgevirkininger efter en operation. 1 ud af 10 oplevet at den modsatte binyre er blevet sløv i produktion af aldosteron og udvikler derfor et højt Kalium, modsat det lave før op operationen, dette kan medicineres. Nogle få oplever at tilstanden er bilateral og kommer igen i modsatte binyre efter nogle år. Her kan der medicineres med Spironolacton.